# Ferrari 400
Ferrari 400/412 – rodzina sportowych samochodów produkowanych przez włoską firmę Ferrari w latach 1976–1989. Były to 2-drzwiowe coupé oraz kabriolety napędzane przez widlaste dwunastocylindrowe silniki. Moc przenoszona była na koła tylne poprzez 5-biegową manualną skrzynię biegów. Dostępna była również wersja wyposażona w automatyczną skrzynię. Produkcję zakończono w 1989, następcą został model 456. 

## Dane techniczne (400i)

### Silnik
- V12 4,8 l (4823 cm³,81x71 mm), 2 zawory na cylinder, ułożony wzdłużnie, chłodzony cieczą
- 2x2 wałki w głowicy, wtrysk Bosch K-Jetronic
- Stopień sprężania: 8,8:1
- Moc maksymalna: 315 KM (231,7 kW) przy 6400 obr./min
- Maksymalny moment obrotowy: 412 N•m przy 4200 obr./min
- Skrzynia biegów: automatyczna GM lub na życzenie manualna 5-biegowa
- Opony: 240/55 VR 415 TRX

### Osiągi
- Prędkość maksymalna: 240/250 km/h (w zależności od skrzyni)

## Dane techniczne (400 GTS)

### Silnik
- V12 4,8 l (4823 cm³), 2 zawory na cylinder
- Stopień sprężania: 8,8:1
- Moc maksymalna: 340 KM (250 kW) przy 6500 obr./min
- Maksymalny moment obrotowy: 422 N•m przy 4600 obr./min

### Osiągi
- Przyspieszenie 0-100 km/h: 8,0 s
- Prędkość maksymalna: 250 km/h

## Dane techniczne (412i)

### Silnik
- V12 4,9 l (4942 cm³), 2 zawory na cylinder, DOHC
- Stopień sprężania: 9,6:1
- Moc maksymalna: 345 KM (254 kW) przy 6000 obr./min
- Maksymalny moment obrotowy: 451 N•m przy 4600 obr./min

### Osiągi
- Przyspieszenie 0-100 km/h: 6,7 s
- Prędkość maksymalna: 255 km/h